# Ibrahim Al-Ghanim
Ibrahim Abdullah Al-Ghanim (né le 27 juin 1983) est un footballeur international qatarien jouant actuellement dans le club qatari d'Al-Gharafa SC.

## Biographie
Après avoir commencé sa carrière avec le Al-Arabi Sports Club, Ibrahim Al-Ghanim passe, en 2009, au Al-Gharafa SC.
Depuis 2001, Ibrahim Al-Ghanim fait partie de l'équipe national qatari, avec laquelle il a marqué un but.

## Équipes
- 1999-2009 :  Al-Arabi Sports Club
- 2009-... :  Al-Gharafa SC

## Note et référence
1. ↑  (en) « Fiche de Ibrahim Al-Ghanim », sur national-football-teams.com